# Log na Coille
Log na Coille (en inglés Lugnaquilla) es una montaña de Irlanda (925 m s. n. m.).

## Geografía
El Log na Coille es la montaña más alta de la cadena de los Montes Wicklow, de la cual forma parte. 
Es también el punto más alto del condado de Wicklow y de todo el Leinster (República de Irlanda). Por su altitud y prominencia el Lugnaquilla puede ser definido como un Marilyn y un Hewitt.